# Big Runaway

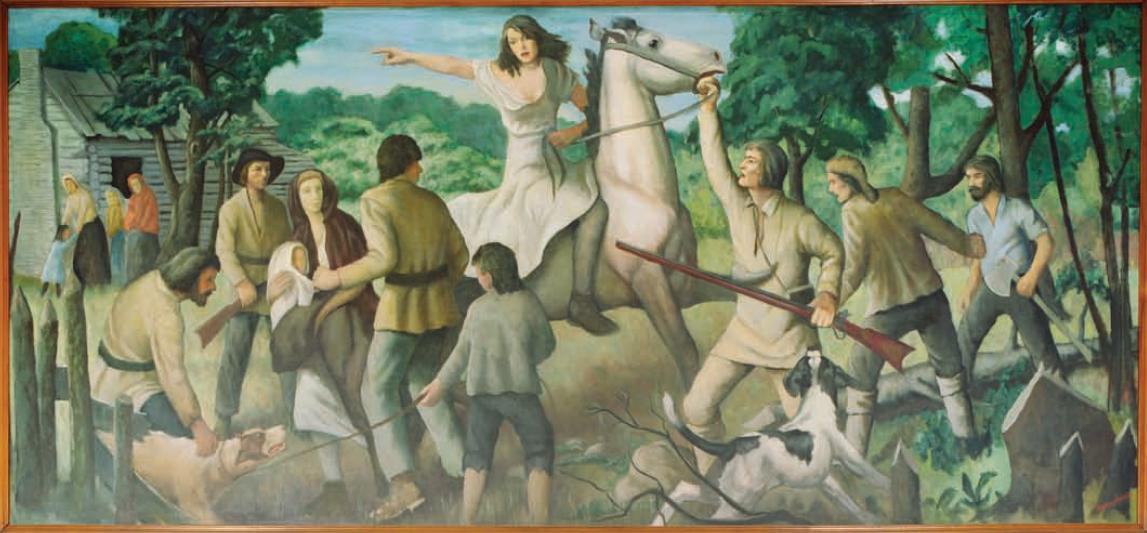
Fresque illustrant la Big Runaway, sur un mur du bureau de poste de Muncy en Pennsylvanie.

La Big Runaway (en français : « la grande fuite »), est un évènement qui se produisit en été 1778, pendant la guerre d'indépendance des États-Unis, lorsque les colonies situées dans la vallée du fleuve Susquehanna en Pennsylvanie, furent attaquées par des Loyalistes et des Amérindiens alliés des Britanniques. Il s'ensuivit une évacuation en masse des colons vers Fort Augusta, au confluent des branches nord et ouest du Susquehanna, qui résulta en la destruction de leurs fermes abandonnées, qui furent incendiées.